# ヒガシナメクジウオ
ヒガシナメクジウオ（東蛞蝓魚、学名：Branchiostoma japonicum）は、頭索動物に属する動物の1種。脊索動物ではあるが魚ではなく、無脊椎動物である。

## 概説
ナメクジウオは、魚という名を持ってはいるが、魚らしい点はごく少ない。外見的には左右から扁平で細長い形をしており、背びれなどの鰭がある点は魚らしいが、対鰭はなく、頭部も分化しない。鱗はなく、半透明の身体をしている。短時間なら身体をくねらせて泳ぐことはできるが、普通は砂の中に潜って生活する。この類で日本でもっとも古くから知られ、よく研究されているのが本種である。
本種は、かつては日本各地の干潟などに普通に見られるものだったが、現在は激減している。学術的貴重さから多産地が天然記念物に指定されているが、そこでもほとんど見られなくなっている。

### 名称に関して
ナメクジウオの名は、この類が最初に記載された時、ナメクジの1種とされたことに基づく。そこから日本産の種の標準和名として使われるようになったものらしい。
ただし、ナメクジウオの名称は頭索動物の総称として使われることも多く、種の和名と混同しがちであるとのことで、本種だけの和名としてヒガシナメクジウオという名が提唱された。しかし、後述するように日本産の種はその後に学名が変更になった。この和名は形式的にはそれ以前の学名である B. belcheri に対して与えられたことから、安井(2012)は日本産のナメクジウオには和名がない状態であると述べている。しかしその後、改めて本種をヒガシナメクジウオと呼称している文献もあるので、本記事もそれに従った。

## 特徴
本種を含め、ナメクジウオ類は外見的特徴に差が少ない。以下はほぼ全てに共通する特徴である。詳細の構造は頭索動物の項を参照されたい。体は左右に扁平で表面は滑らかで、頭部として区別出来る部分はない。背中にはそのほぼ全長に渡ってごく低い背びれが伸び、腹面では前半部には左右に稜が走り、それ以降では低い腹びれ、それに最後尾では上下にやや薄い尾鰭がある。口は前端の腹側にあり、左右に触手が約40本並ぶ。触手の基部は触手間膜でつながる。生殖腺は腹側の左右に体節的に配置する。体の側面にはくの字状の筋節が並ぶ。
本種を識別する特徴としては以下の通り。体長は5cm程度になるが、性的には25mm程度で成熟する。触手間膜は低い。中腸盲管は長い。生殖腺は両側腹面にあり、23-29個。筋節の数は64-69で平均66.5。肛門前の鰭室数が46-64。

## 分布
日本では主として関東から九州にかけての太平洋岸と瀬戸内海に分布が集中しており、他に三陸山田湾と丹後半島での記録がある。鹿児島以南では採集されていない。
世界的にはインド洋から西太平洋の暖海に分布するとされてきたが、後述のような分類の見直しがあり、現在では日本にいる種は、他に中国まで分布するものとしている。

## 生息環境
砂質の海底に生息し、潮間帯から水深50m（～75m）までに生息する。
ヒガシナメクジウオの生息しているのは貧栄養で有機物が少ない場所で、そのような場所では他の底生動物はほとんど出現しない。つまり、普通の底生動物が利用出来ない特殊な環境に適応した動物と言える。ただし、成体が貝殻の破片などを含む荒い砂質を好むのに対して、下記のように定着したばかりの幼生はより泥質に近い場所を選び、砂質によって生息する個体の大きさが異なる。

## 生態など
古い情報では本種の生活は以下のようである。
砂質の海底で生活し、昼間は砂に潜って体の前端だけを海中に出している。驚くと砂に潜って全身を隠す。ただし時には水中に出て、身体を左右に屈伸して泳ぐこともある。しかし長くは続かず、すぐに海底で休む。その際には体の片面を下にする。夜間は海中をよく泳ぎ、水面まで出てくる。尾を先にして泳ぐこともある。
ただし、佐藤編(2001)では水槽内の飼育観察の結果として、本種は全身を砂に埋めており、体の前端部を出しているのは弱った個体だけだったとのこと。普段は砂の中に埋まり、砂の隙間やその表面にある有機物片を取り込んでいるものと判断している。ただし、実際にどんなものが主たる餌となっているかについては不明であるという。
さらに西村編著(1991)では、この群全体の特徴として「海底に浅く潜」る「定在的な生活」「一時的に」泳ぎ出ても「持続しない」とある。また、ヒガシナメクジウオを水族館で展示する方法を検討する記事の中で、何より底に砂を敷くと、ほとんどの個体が潜ってしまい、客から見えなくなることが問題であるとし、夜を再現したり照明や水温等を調節しても、特に変化はなかったとしている。2005年の『小学館の図鑑・NEO ７ 水の生物』でも『ほとんど泳がず、砂の中でじっとして』いるとあり、昼間の行動についてはさほど表現に差はないものの、夜間に泳ぎ回るとの記述は近年の文献にはない。

## 生活史
雌雄異体で、個体数はほぼ同数である。繁殖期は6-7月で、体外受精。成熟すると、その生殖腺は雄では白、雌では黄色くなる。雌雄が卵と精子を海水中に放出する。幼生はプランクトン生活を数ヶ月間送った後に底生生活に入る。この時の幼生は体長1cm程度である。それ以降の成長は遅く、年間に1cm程度と見られ、6cmの成体に達するには5年ばかりかかると思われる。寿命もその程度と考えられる。

## 分類
ナメクジウオ類には世界に3属35種が知られ、それらを1科にまとめる。日本には3属4種が知られる。本種が含まれるナメクジウオ属は、生殖腺が左右両側にあるのに対し、他の属では右側のみに発達することで区別出来る。本属のものは日本では本種のみである。
従来、日本産の種はインド洋から西太平洋に分布する B. belcheri と同じものとされ、この学名が使われてきた。ところが2005年に中国沿岸のナメクジウオ属に2種が存在することが示され、日本産のものは B. belcheri ではないとし、下の学名が当てられた。B. belcheriでは肛門前鰭室が80-100とずっと多いなど、形態的にも違いがあり、また遺伝子的にも違いがある。生殖時期もずれるという。
- Branchiostoma ナメクジウオ属
  - B. japonicum ヒガシナメクジウオ

## 利害
害は知られていない。利用も実用的にはほとんどない。中国の履門では漁獲して食用とされる。
だが何より、本種を含む頭索類は脊椎動物の先祖に最も近い無脊椎動物として、生物学上重視されてきた。例えば内田他(1947)には『此類ハ脊椎動物ノ最低位置ニ近キモノナルヲ以テ、形態學者ノ研究材料トシテ古來最モ貴バル（ママ）』とある。研究対象としてはヨーロッパでは B. lanceolatum を、アメリカでは B. floridae が使われることが多く、日本では本種を用いて多くの研究が成されてきた。これまでは野外から採集したものを一時的に飼育する方法だけで、その範囲で実験材料としてきたが、本種でも累代飼育がやっと可能になったばかりである。これがより容易に行える方法が確立されれば、モデル生物としての利用が期待される。

## 保護
学術上重要なものとして古くから知られており、日本では愛知県蒲郡市大島（大嶋ナメクジウオ生息地）と広島県三原市有龍島がナメクジウオ生息地として国指定の天然記念物となっている。ただし、そのころには分布域内の干潟等では普通種であった。しかし、これらの地域を含め、各地で激減している。上記指定地でも潮間帯の個体群はほぼ壊滅状態にあるという。有明海などにはまだ高密度で生息する地域もあるが、その面積は狭く、まばらに点在する状態であるという。蒲郡市の指定地域では、1968年までは見られたものの、その後は記録がない。
減少の原因としては佐藤編(2001)は海砂の採取が大きいとしている。日本ベントス学会編(2012)はそれに加えて埋め立てと海洋汚染をあげている。